# Serixia varians
Serixia varians är en skalbaggsart som beskrevs av Francis Polkinghorne Pascoe 1866. Serixia varians ingår i släktet Serixia och familjen långhorningar. Inga underarter finns listade i Catalogue of Life.